# Krčava
Krčava (ungarisch Karcsava, älter auch Karcsva) ist eine Gemeinde im äußersten Osten der Slowakei mit 434 Einwohnern (Stand 31. Dezember 2024), die zum Okres Sobrance, einem Kreis des Košický kraj, gehört.

## Geographie

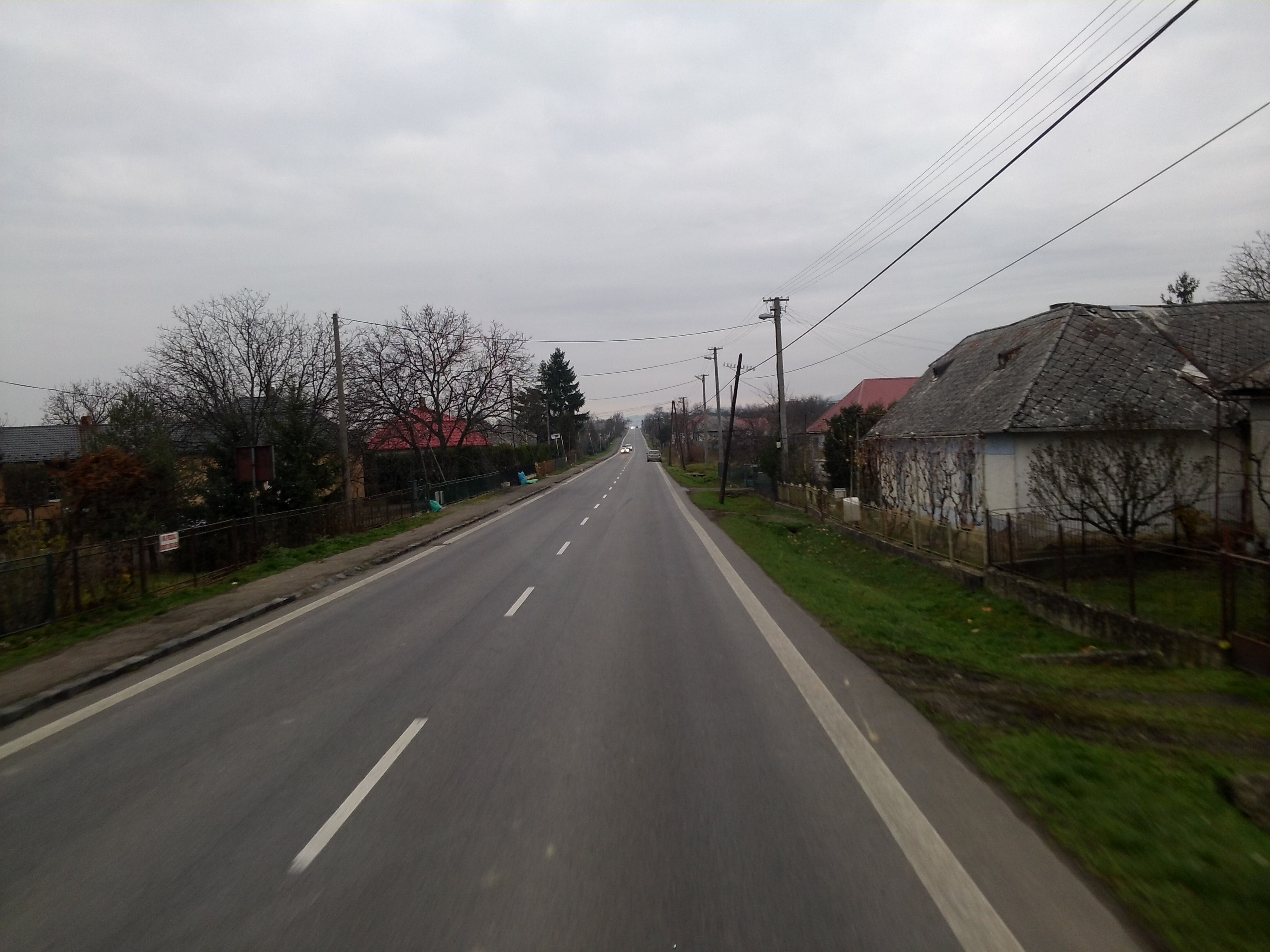
Hauptstraße von Krčava

Die Gemeinde befindet sich im Osten des Ostslowakischen Tieflands am Übergang von der Ebene in das östlich gelegene Hügelland, am Bach Krčavský potok im Einzugsgebiet des Uh. An den Hängen nördlich des Ortes wird Weinbau betrieben. Das Ortszentrum liegt auf einer Höhe von 132 m n.m. und ist 9,5 Kilometer von Sobrance entfernt.
Nachbargemeinden sind Koromľa im Norden, Husák im Nordosten und Osten, Vyšné Nemecké im Südosten, Nižné Nemecké im Süden und Südwesten, Sejkov im Westen und Nordwesten und Orechová im Nordwesten.

## Geschichte
Archäologischen Untersuchungen zufolge stand hier eine slawische Siedlung noch vor der Zeit des Mährerreichs.
Krčava wurde zum ersten Mal 1302 (nach anderen Quellen 1287) als Korchua schriftlich erwähnt, weitere historische Bezeichnungen sind unter anderen Karachateluke (1323), Korchwa (1337) und Karčawa (1808). Im Jahr der Ersterwähnung war das Dorf Besitz des Edelmanns Jakob aus Pányok, im 19. Jahrhundert besaß die Familie Guttman die Ortsgüter. 1427 wurden sechs Porta verzeichnet, um die Wende des 16. und 17. Jahrhunderts war Krčava ein mittelgroßes Dorf. 1715 und 1720 war es aber menschenleer, nachdem die Untertanen den Ort verließen. 1828 zählte man 47 Häuser und 316 Einwohner, die als Landwirte, Obstbauern und Winzer tätig waren, das Gemeindegebiet umfasste große Waldflächen.
Bis 1918/1919 gehörte der im Komitat Ung liegende Ort zum Königreich Ungarn und kam danach zur Tschechoslowakei beziehungsweise heute Slowakei. In der Zeit der ersten tschechoslowakischen Republik verblieben die Einwohner bei traditionellen Einnahmequellen. Als Folge des Slowakisch-Ungarischen Kriegs war der Ort von 1939 bis 1944 noch einmal Teil Ungarns. Nach dem Zweiten Weltkrieg wurde die örtliche Einheitliche landwirtschaftliche Genossenschaft (Abk. JRD) 1958 gegründet und 1964 vom Staatsgut übernommen, ein Teil der Einwohner pendelte zur Arbeit nach Sobrance und Košice (dort insb. in den Ostslowakischen Stahlwerken).

## Bevölkerung
| Jahr                | 1994 | 2004    | 2014    | 2024    |
| ------------------- | ---- | ------- | ------- | ------- |
| Anzahl der Personen | 449  | 437     | 420     | 434     |
| Unterschied         |      | −2,67 % | −3,89 % | +3,33 % |

| Jahr                | 2023 | 2024    |
| ------------------- | ---- | ------- |
| Anzahl der Personen | 437  | 434     |
| Unterschied         |      | −0,68 % |

Nach der Volkszählung 2011 wohnten in Krčava 424 Einwohner, davon 352 Slowaken, sieben Ukrainer, zwei Russinen sowie jeweils ein Deutscher, Mährer, Russe und Tscheche. 59 Einwohner machten keine Angabe zur Ethnie.
199 Einwohner bekannten sich zur römisch-katholischen Kirche, 148 Einwohner zur griechisch-katholischen Kirche, acht Einwohner zu den Zeugen Jehovas, sieben Einwohner zur reformierten Kirche, fünf Einwohner zur orthodoxen Kirche sowie jeweils ein Einwohner zu den Baptisten und zur Evangelischen Kirche A. B. Drei Einwohner waren konfessionslos und bei 52 Einwohnern wurde die Konfession nicht ermittelt.

## Bauwerke
- griechisch-katholische Peter-und-Paul-Kirche aus dem Jahr 1829
- moderne römisch-katholische Matthiaskirche aus dem Jahr 2003

## Verkehr
Durch Krčava passiert die Cesta I. triedy 19 („Straße 1. Ordnung“) von Sobrance zur ukrainischen Grenze bei Vyšné Nemecké, nördlich des Ortes beginnt die Cesta III. triedy 3803 („Straße 3. Ordnung“) nach Sejkov.